# Theo Laseroms
Matheus Wilhelmus Theodorus «Theo» Laseroms (Roosendaal, Países Bajos, 8 de marzo de 1940-Zwolle, Países Bajos, 25 de abril de 1991) fue un jugador y entrenador de fútbol neerlandés. En su etapa como jugador profesional se desempeñaba como defensa.

## Fallecimiento
Murió el 25 de abril de 1991 de un infarto agudo de miocardio, a la edad de 51 años.

## Selección nacional
Fue internacional con la selección de fútbol de los Países Bajos en 6 ocasiones y convirtió un gol.

## Equipos

### Como jugador
| Equipo              | País           | Año       |
| ------------------- | -------------- | --------- |
| RBC Roosendaal      | Países Bajos   | 1957-1958 |
| NAC Breda           | Países Bajos   | 1958-1963 |
| Sparta Rotterdam    | Países Bajos   | 1963-1967 |
| Pittsburgh Phantoms | Estados Unidos | 1967      |
| Feijenoord          | Países Bajos   | 1968-1972 |
| AA Gante            | Bélgica        | 1972-1974 |

### Como entrenador
| Equipo             | País         | Año       |
| ------------------ | ------------ | --------- |
| KVK Ieper          | Bélgica      | 1974-1975 |
| FC Vlaardingen     | Países Bajos | 1975-1979 |
| Heracles Almelo    | Países Bajos | 1979-1981 |
| West Riffa         | Baréin       | 1982-1984 |
| Selección nacional | Baréin       | 1985-1986 |
| Al-Nahda Club      | Omán         | 1986-1987 |
| Helmond Sport      | Países Bajos | 1987-1988 |
| PEC Zwolle         | Países Bajos | 1988-1989 |
| Trabzonspor        | Turquía      | 1989-1990 |
| Cengelköyspor      | Turquía      | 1990-1991 |

## Palmarés

### Campeonatos nacionales
| Título                   | Equipo           | País         | Año  |
| ------------------------ | ---------------- | ------------ | ---- |
| Copa de los Países Bajos | Sparta Rotterdam | Países Bajos | 1966 |
| Eredivisie               | Feijenoord       | Países Bajos | 1969 |
| Copa de los Países Bajos | Feijenoord       | Países Bajos | 1969 |
| Eredivisie               | Feijenoord       | Países Bajos | 1971 |

### Copas internacionales
| Título                      | Equipo     | Sede                    | Año  |
| --------------------------- | ---------- | ----------------------- | ---- |
| Copa de Campeones de Europa | Feijenoord | Milán (Italia)          | 1970 |
| Copa Intercontinental       | Feijenoord | Róterdam (Países Bajos) | 1970 |